# Frankenia serpyllifolia
Frankenia serpyllifolia är en frankeniaväxtart som beskrevs av John Lindley. Frankenia serpyllifolia ingår i släktet frankenior, och familjen frankeniaväxter. Utöver nominatformen finns också underarten F. s. serpyllifolia.